# カンポバッソ県

カンポバッソ県
Provincia di Campobasso

カンポバッソ県（カンポバッソけん、イタリア語: Provincia di Campobasso）は、イタリア共和国モリーゼ州に属する県の一つ。県都カンポバッソはモリーゼ州の州都でもある。

## 地理

### 位置・広がり
モリーゼ州に属する2つの県のうち東側に位置する県で、北はアドリア海に面する。北西にアブルッツォ州、東にプッリャ州、南にカンパニア州と接する。県都カンポバッソは県の南西部に位置し、イゼルニアから東へ約36km、ベネヴェントから北へ約49km、ナポリから北東へ約86km、ペスカーラから南南東へ約107km、首都ローマから東南東へ約187kmの距離にある。
隣接する県は以下の通り。
- 東 - フォッジャ県 （プッリャ州）
- 南 - ベネヴェント県 （カンパニア州）
- 南西 - カゼルタ県 （カンパニア州）
- 西 - イゼルニア県
- 北西 - キエーティ県 （アブルッツォ州）

### 主要な都市

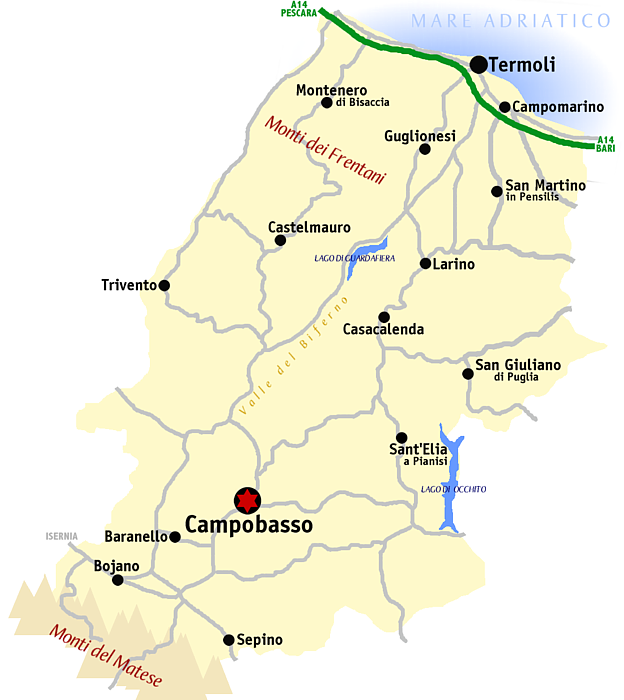
カンポバッソ県概略図

2001年の国勢調査に基づく居住地区（Località abitata）別人口統計によれば、人口5000人以上の都市・集落は以下の通り。
- カンポバッソ - 41,278人
- テルモリ - 28,777人
- ボヤーノ - 6,425人
- モンテネーロ・ディ・ビザッチャ - 5,700人
- ラリーノ - 5,417人

- カンポバッソ
- テルモリ
- ボヤーノ

## 人物

### 著名な出身者
- ディノ・ブラボー - カナダを中心に活動したプロレスラー。カンポバッソ生まれ。
- アントニオ・ディ・ピエトロ - 検事・政治家、欧州議会議員。モンテネーロ・ディ・ビザッチャ生まれ。
- パスクアーレ・グラビーナ - バスケットボール選手。カンポバッソ生まれ。